# Mugilogobius myxodermus
Mugilogobius myxodermus és una espècie de peix de la família dels gòbids i de l'ordre dels perciformes.

## Morfologia
Els mascles poden assolir els 3,4 cm de longitud total.

## Distribució geogràfica
Es troba al sud de la República Popular de la Xina.